# Felső-Válicka
Felső-Válicka är ett vattendrag i Ungern.   Det ligger i provinsen Zala, i den västra delen av landet, 180 km väster om huvudstaden Budapest.